# Solda por resistência elétrica

Soldadura por ponto

Solda por resistência elétrica (ERW, do inglês Electric resistance welding, as vezes referida apenas como RW) refere-se a um grupo de processos de soldagem, que integra a solda ponto, solda por costura, e  a Soldagem de topo por resistência (UW) que produzem a coalescência entre duas superfícies, onde o calor para formar a solda é gerado pela resistência elétrica do material, combinado com o tempo e a força usada para manter os materiais em conjunto durante a soldagem. Alguns fatores que influenciam o calor de soldagem ou temperaturas são as proporções e o revestimento das peças, o material, a geometria e a força nos eletrodos, a corrente elétrica o tempo de duração da soldagem. Pequenas poças de metal fundido são formadas no ponto de maior resistência elétrica, conforme a corrente elétrica (100–100,000 A) é transmitida através do metal. Em geral são processos eficientes e causam pouca poluição, mas suas aplicações são limitadas a materiais relativamente finos e o custo do equipamento pode ser alto (apesar de que em situações de alta produção, o custo por solda podem baixo).

## Métodos
Os métodos de solda por resistência conhecidos são: solda ponto, solda por costura e Soldagem de topo (UW) ( por pressão ou por centelhamento / faiscamento).